# Whisky escocés

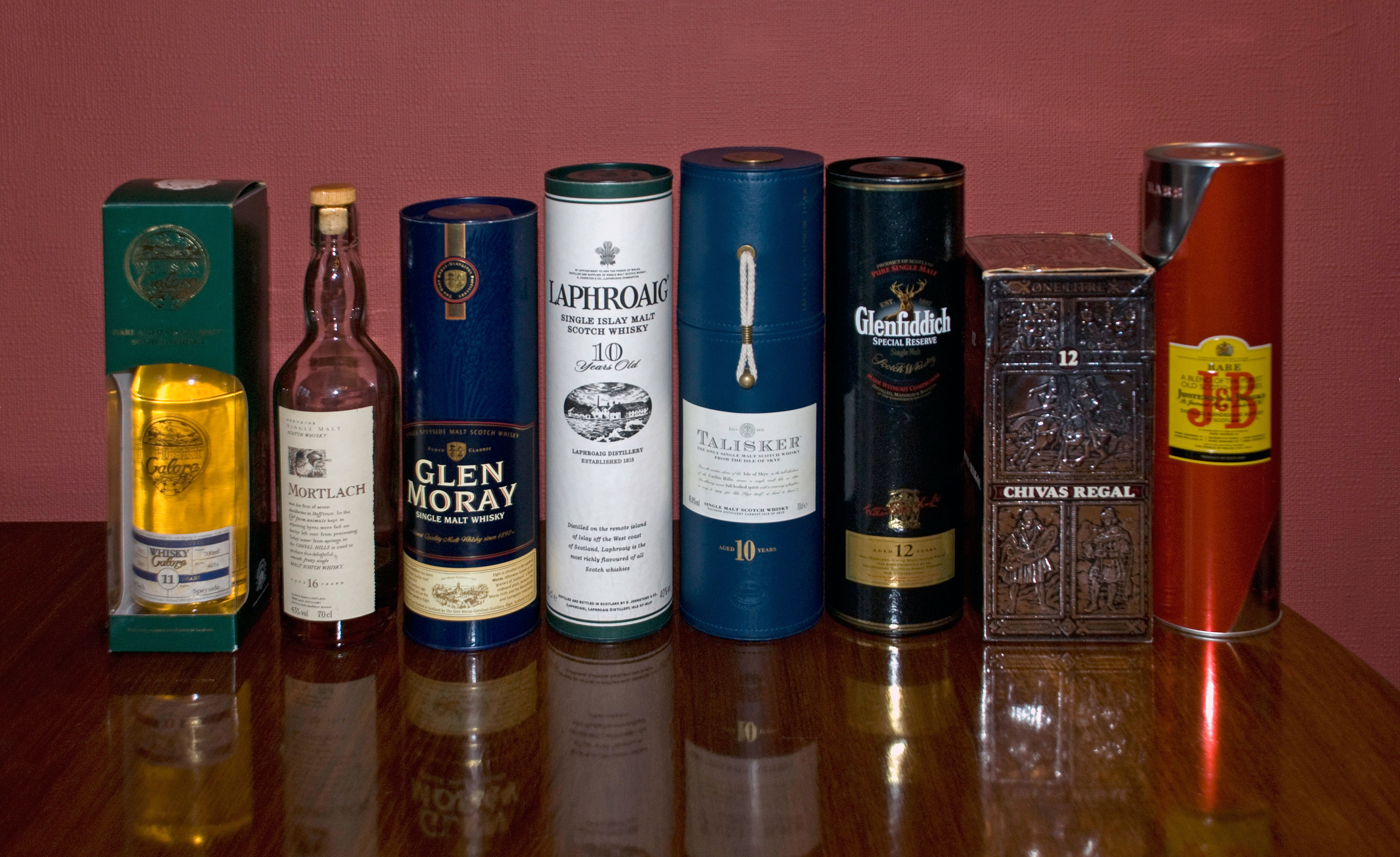
Botellas de whisky escocés.

El whisky escocés o Scotch Whisky es un whisky destilado exclusivamente en Escocia y que se puede clasificar en varios tipos: single malt, vatted malt o pure malt, blended y single grain. La industria dedicada a esta bebida destilada corresponde a cerca del 85 % de las exportaciones de alimentos y bebidas de Escocia y casi un 25 % de las del Reino Unido.

## Definición
La primera definición legal del whisky escocés data de 1933. En 1988 se aprobó la Scotch Whisky Act y, en 2009, las Scotch Whisky Regulations. Por otra parte, el Reglamento EC 110/2008 de la Unión Europea también recoge la definición, descripción y etiquetado de varias bebidas destiladas, incluyendo al whisky escocés, con el cual se fijan las siguientes condiciones:
1. Debe de ser procesado en una destilería escocesa con agua y cebada malteada, a la que se le pueden añadir otros cereales, y que haya sido tratado siendo una harina; convertidas en un sustrato fermentable solo por enzimas endógenas, y ser fermentada solo por adición de levadura
2. Sea destilada con un grado de 94.8º de alcohol por volumen, de forma que conserve aún el sabor de los ingredientes de la producción.
3. Que envejezca en barricas de roble en Escocia por no menos de tres años.
4. No puede contener otras sustancias añadidas que no sean agua o caramelo como colorante y no pueden ser embotelladas con menos de 40 grados de alcohol por volumen.

Por otra parte, se definen cinco categorías oficiales de Scotch Whisky que, según las Scotch Whisky Regulations, deben destacar en cada etiqueta:
- Single Malt Scotch Whisky: Es un whisky procesado en una sola destilería de agua y cebada malteada sin la adición de ningún otro cereal y hecho por lotes en alambiques de olla. A partir del 23 de noviembre de 2012, este tipo de licor debe ser embotellado en Escocia.[4]
- Single Grain Scotch Whisky: Es un whisky procesado en una sola destilería de agua y cebada malteada con o sin el grano entero de otros cereales malteados o no, pero que no cumple los requisitos de la categoría anterior.[4]
- Blended Scotch Whisky: Es una mezcla entre uno o más whiskies de entre las categorías anteriormente mencionadas.[4]

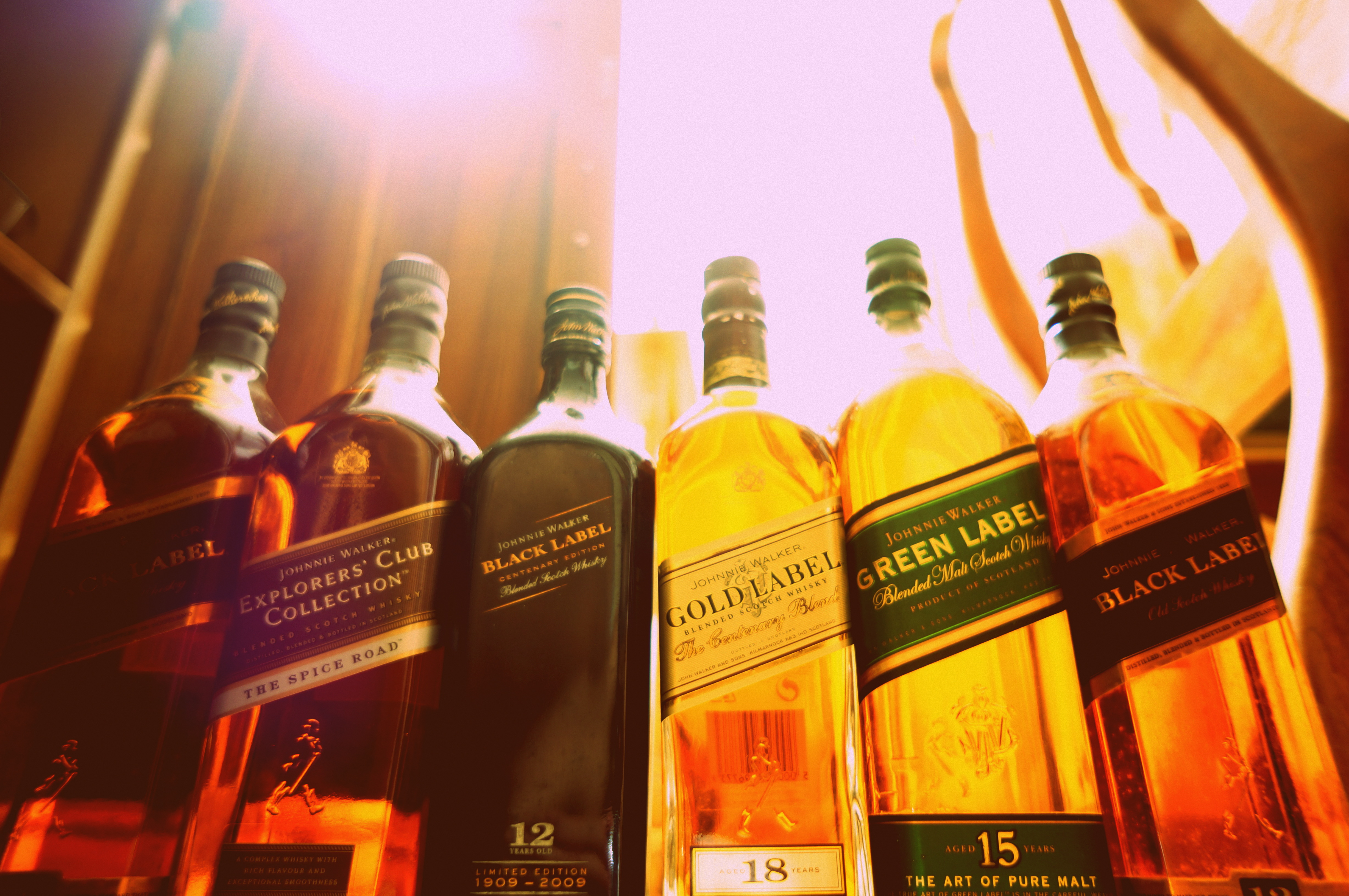
Johnnie Walker whisky escocés.

- Blended Malt Scotch Whisky: Es una mezcla de whiskies de la primera categoría y procesados en más de una destilería.[4]
- Blended Grain Scotch Whisky: Es una mezcla de whiskies de la segunda categoría y procesados en más de una destilería.[4]

## Indicación de procedencia
Indicación Geográfica Protegida (IGP)
Aunque existen, tradicionalmente, dos localidades y tres regiones que producen Single Malt Scotch Whiskies clasificados con Indicación Geográfica Protegida (IGP) o Denominación de origen (DOP), también se permite el uso del término para whiskies de otras localidades o regiones siempre que estos están destilados en su totalidad en dicha localidad o región:

### Localidades
- Campbeltown, del distrito de South Kintyre en el concejo de Argyll y Bute[5]

- Islay, de la isla de Islay en Argyll[5]

### Regiones
- Highland, procedente de la región de Escocia ubicada al norte de línea divisoria entre Highland y Lowland[5]

- Lowland, procedente de la región de Escocia ubicada al sur de línea divisoria entre Highland y Lowland[5]

- Speyside, localizada también en la región de Highland, por lo que se puede clasificar a los whiskies destilados allí como Speyside o Highland.[5]

## Historia
Es aceptado que la destilación la llevaron a cabo los monjes cristianos entre el siglo IV y V y los primeros impuestos sobre la elaboración del whisky tuvieron origen en 1644; lo que causó un marcado incremento de destilerías ilegales en el país, alrededor de 1780, había ocho destilerías legales y unas 400 ilegales. En 1823, el parlamento suprimió las restricciones para las licencias de las destilerías, provocando una fuerte crisis en las destilerías ilegales y el principio de la era moderna de la elaboración de whisky. Dos eventos ayudaron a popularizar el whisky: la introducción de un nuevo proceso en 1831, llamado alambique de patente, que permitía elaborar un whisky más suave y delicado; y la destrucción de toda la producción francesa de vino y de coñac a causa de la Phylloxera.

## Métodos de producción

### Tipos dewhisky
El whisky de  malta no debe contener granos que no sean de cebada malteada y es tradicionalmente destilado en alambiques. El de grano puede contener cebada no malteada u otros cereales malteados o no como trigo y maíz y es típicamente destilado en alambique de columna continuo, conocido como alambique de Coffey, por Aenas Coffey, quien refinó el alambique de columna en 1831. Mientras hay decenas de destilerías de whisky de malta, actualmente solo hay siete destilerías de cereal, la mayoría situadas en Lowlands (Escocia).

### Malteado
La producción del whisky de malta comienza cuando la cebada es malteada (dejando reposar la cebada en agua hirviendo, y entonces dejar que alcance el punto de germinación). El malteado libera las enzimas que acaban con los almidones en el cereal y ayuda a convertirlos en azúcares. Una vez alcanzada la germinación, la cebada malteada es secada con el uso del humo. En el caso de whisky de categoría alta se usa barricas de vino de jerez. Muchas destilerías (pero no todas) añaden turba al fuego para darle su sabor a tierra característico.
Hoy solo un puñado de destilerías tienen su propio proceso de malteado; estos incluyen a Balvenie, Kilchoman, Highland Park, Glenfiddich, Bowmore, Laphroaig, Springbank y Tamdhu. Incluso esas destilerías que maltean su propia cebada producen solo un pequeño porcentaje de la malta requerida para la producción. La única excepción es la destilería de Springbank que maltea el 100 % de la cebada que utiliza, el resto de las destilerías la compran a productores especializados.

## Etiquetado
Como muchas otras marcas, el whisky escocés combina legado, tradición y mercadeo, que le han permitido su difusión a nivel internacional. La etiqueta puede identificar la destilería como el mismo producto o como una parte de la descripción del mismo. Algunos whiskies malteados solo son vendidos anónimamente o con un nombre ficticio de la marca;[cita requerida] esto no indica calidad, pero sucesivamente las botellas pueden ser completamente diferentes, por lo que la única manera rentable de identificar la destilería es usar una referencia. El alto grado del alcohol es denotado en muchos países: típicamente, el whisky tiene entre un 40 y un 46 % y un menor contenido alcohólico puede indicar un whisky económico o de fabricación local. En ocasiones se indica la edad, la cual se determina según el tiempo permanecido en las barricas. Una cifra en la etiqueta es la que indica la edad, así se tienen whiskies de 12, 18, 24 y hasta 36 años (a mayor número mayor calidad).